# Ariel Zeitoun
Ariel Zeitoun (Túnez, 1945) es un director, productor y guionista francés de origen tunecino. 
Ariel Zeitoun comenzó como productor en 1979 con L'école est finie. Más tarde escribió guiones y fue director en Souvenirs, souvenirs.

## Filmografía
- 1984 : Souvenirs, souvenirs
- 1987 : Saxo
- 1993 : Le Nombril du monde
- 1997 : Une femme très très très amoureuse
- 1998 : Bimbo Land
- 2001 : Yamakasi
- 2007 : Le dernier gang
- 2013 : Angélique